# Beetlebum
〈Beetlebum〉은 영국의 얼터너티브 록 밴드 블러의 노래이다. 이 곡은 1997년 1월에 이 밴드의 다섯 번째 음반인 《Blur》의 리드 싱글로 발매되었다. 블러 프런트맨인 데이먼 알반의 헤로인에 대한 경험에 대해 쓰여진 이 노래는 비틀즈의 영향을 받은 음악과 알반이 "수면"과 "흥분"이라고 묘사한 분위기를 특징으로 한다.
이 곡의 비상업적 재능에 대한 두려움에도 불구하고, 이 싱글은 영국 싱글 차트에서 1위로 데뷔했고, 블러의 두 번째 음반으로 차트 정상에 올랐다. 그 이후 여러 블러 컴필레이션에 등장했다.

## 배경
〈Beetlebum〉은 헤로인과 당시 여자친구였던 엘라스티카의 저스틴 프리시만과의 마약 경험에서 영감을 받았다. 알반은 "많은 사람들의 삶의 전체 기간은 많은 사람들의 헤로인에 의해 요정이 진흙탕으로 죽었습니다. 그리고 그것은 그 곳에 있습니다. 그리고 그 당시에는 많은 것들이 있었습니다." 그는 MTV와의 인터뷰에서 이 노래가 복잡한 감정, 일종의 "수면" 그리고 일종의 "흥분"을 묘사한다고 말했다.

## 발매
블러의 이전 싱글들과 스타일적인 차이 때문에, 〈Beetlebum〉은 상업적인 실망이 될 것으로 기대되었다. 제임스가 회상하듯이, "우리가 처음 그것을 돌렸을 때, 〈Beetlebum〉은 상업적인 자살로 인식되었습니다." 이러한 두려움에도 불구하고, 〈Beetlebum〉은 영국에서 히트곡으로 이 밴드의 두 번째 1위 싱글(〈Country House〉 후)이 되었다. 이 싱글은 또한 몇몇 유럽 국가들에서 상위 10위 안에 들었고, 캐나다에서는 13위에 올랐다.
《Blur》에 대한 발표 외에도, 이 곡은 《Blur: The Best Of》와 《Midlife: A Beginner's Guide to Blur》와 같은 컴필레이션에 수록되었다. 이 곡은 모비가 리믹스 음반 《Bustin' + Dronin'》을 위해 리믹스했다.

## 곡 목록
모든 곡들은 데이먼 알반, 그레이엄 콕슨, 알렉스 제임스, 데이브 론트리에 의해 작사/작곡하였다.
| 레드 7인치 1. "Beetlebum" – 5:05 2. "Woodpigeon Song" – 1:41 CD1 1. "Beetlebum" – 5:05 2. "All Your Life" – 4:11 3. "A Spell (For Money)" – 3:31 | CD2 1. "Beetlebum" – 5:05 2. "Beetlebum (Mario Caldato Jr. Mix)" – 5:04 3. "Woodpigeon Song" – 1:41 4. "Dancehall" – 3:11 일본 에디션 CD 1. "Beetlebum" – 5:05 2. "All Your Life" – 4:11 3. "Woodpigeon Song" – 1:41 4. "A Spell (For Money)" – 3:31 |

## 인증
| 국가                       | 인증 | 판매량/출하량 |
| -------------------------- | ---- | ------------- |
| 영국 (BPI)                 | 실버 | 200,000^      |
| ^출하량을 기반으로 한 인증 |      |               |